# Szalóki Dezső
Szalóki H. Dezső, névváltozat: Szalóky, született: Hellem Dávid (Abádszalók, 1872. október 30. – Budapest, 1943. szeptember 14.) színész.

## Pályafutása
Szülei Hellem Ábrahám és Kohn Rézi/Rozália. A színi pályára lépett 1892-ben. Előbb a Népszínháznál működött, majd a vidék nagyobb városaiba szerződött. 1895–96-ban Aradon, 1897-ben Brassóban, 1898–99-ben és 1900–02-ben Zomborban, 1902 és 1904 között Székesfehérvárott, 1904–05-ben újból Aradon, 1905–06-ban Szabadkán, 1906–07-ben megint Zomborban, majd 1907–08-ban Győrött. 35 évig állt a vidéki színészet szolgálatában és mint énekes, komikus és rendező elismert művészekkel egy nívóra emelkedett. Ezután évekig nem rendelkezett szerződéssel. 1926–1928 között Pécsett lépett színpadra, majd 1927. november 17-én ülte meg működése 35 éves jubileumát, a kaposvári színházban. 1928. február 1-jén nyugalomba vonult. Halálát tüdőgümőkör okozta.
Neje: Pozsonyi Lenke (Österreicher Karolina), énekesnő (Pozsony, 1878. november 16. – Budapest, 1946. augusztus 6.) Színpadra lépett 1896. április 9-én, Ágh Aladár társulatánál, ő is a vidék nagyobb színpadjain működött. Házasságuk 1899 februárjában volt. 1927. november 1-jén nyugdíjazták. 
Fia: Szalóki Dezső, színész, született 1897. november 24-én, Zilahon. Színész lett 1921 júliusában.

## Fontosabb színházi szerepei
- Pomponius (Konti József: Eleven ördög)
- Márton (Szigligeti Ede: A cigány)
- Biberách (Katona József: Bánk bán)

## Filmszerepei
- Nem élhetek muzsikaszó nélkül! (1935) – ittas vendég a mulatságon
- Méltóságos kisasszony (1936) – vendég Bartoséknál
- Az én lányom nem olyan (1937) – statiszta az utcán
- Mai lányok (1937) – írnok az árverésen
- Tokaji rapszódia (1937) – pincér
- Az ember néha téved (1937) – vendég a kávéházban
- Elcserélt ember (1938) – pincér a bálon
- Fekete gyémántok (1938) – üzletember a tőzsdén
- Péntek Rézi (1938) – hitelező
- A piros bugyelláris (1938) – parasztbácsi
- A hölgy egy kissé bogaras (1938) – Gábor bácsi, elmegyógyintézeti ápolt
- A leányvári boszorkány (1938) – sétáló statiszta
- Nincsenek véletlenek (1938) – vendég az esküvőn
- Toprini nász (1939) – vendég a mulatóban
- Párbaj semmiért (1939) – st. A kocsmában
- Halálos tavasz (1939) – a budai ház gondnoka
- Fűszer és csemege (1939) – Gadnai titkára
- Pénz beszél...(1940) – bácsi a borbélynál
- Hazajáró lélek (1940) – banki igazgatósági tag
- Egy csók és más semmi (1940) – st. A bíróságon
- Mindenki mást szeret (1940) – Pista bácsi, Horváth páciense
- Az utolsó Wereczkey (1940) – Szabó úr, Concordia irodában tisztviselő
- Zárt tárgyalás (1940) – írnok
- Zavaros éjszaka (1940)
- Rózsafabot (1940) – falusi bácsi
- Vissza az úton (1940) - rulettjátékos
- Beáta és az ördög (1940) – vendég a bálon
- Elkésett levél (1940) – Pista bácsi, postamester
- Sárga rózsa (1940) – a tiszai átkelőnél pletykáló bácsi
- Gyurkovics fiúk (1940-41) – küldönc
- Akit elkap az ár (1941) - Antal irodaszolga
- Szüts Mara házassága (1941) – körorvos, vendég a bálon
- A beszélő köntös (1941) – kecskeméti polgár
- A cigány (1941) - kisbíró
- Miért? (1940) – férj az operában
- Fráter Lóránd (1942) – közönség
- Jelmezbál (1942) – orvos a kongresszuson